# لشك مألوف
لشك أو لشك مألوف (الاسم العلمي:Remora remora) (بالإنجليزية: common remora)‏ هو نوع من الأسماك يتبع جنس اللشك الرامورة من الفصيلة اللشكية.